# Vuhred
Vuhred – wieś w Słowenii, w gminie Radlje ob Dravi. W 2018 roku liczyła 702 mieszkańców.